# مقاطعة هريس
مقاطعة هریس (بالفارسية: شهرستان هریس) هي إحدى مقاطعات محافظة أذربيجان الشرقية في إيران. عاصمة المقاطعة هي هريس. حسب تعداد 2006، بلغ عدد السكان 67,626 نسمة في 15,916 عائلة.